# Substituční metoda (číselné soustavy)
Substituční metoda slouží k převodu mezi číselnými soustavami. Metoda spočívá v rozepsání převáděného čísla na polynom a následně jeho vyčíslení v cílové soustavě.

## Postup
Prvním krokem je zápis převáděného čísla v původní soustavě polynomem. Následně se v aritmetice cílové soustavy spočtou mocniny a vynásobí se hodnotou příslušné číslice. Nakonec se tyto mezivýsledky v cílové soustavě sečtou.
Metoda je vhodná pro vzájemné převody mezi soustavou dvojkovou, osmičkovou a šestnáctkovou. Dále se hodí pro převod z těchto soustav do soustavy desítkové. Protože druhý krok převodu nemusí být pro převod mezi libovolnými soustavami jednoduchý, nehodí tato metoda pro převod např. z desítkové soustavy do ostatních.

## Příklad
Převod z dvojkové do desítkové soustavy.
{\displaystyle (10011{,}011)_{2}=(1{\cdot }2^{4}+0{\cdot }2^{3}+0{\cdot }2^{2}+1{\cdot }2^{1}+1{\cdot }2^{0}+0{\cdot }2^{-1}+1{\cdot }2^{-2}+1{\cdot }2^{-3})_{10}=(16+2+1+0{,}25+0{,}125)_{10}=(19{,}375)_{10}\,\!}